# اکمور، لویس
اکمور (به انگلیسی: Achmore) یک روستا در بریتانیا است که در هبریدهای بیرونی واقع شده‌است.